# Clásico RCN
Le Clásico RCN est une course cycliste par étapes disputée en Colombie. Créé en 1961, il est ouvert aux coureurs professionnels depuis 1982. Il s'agit de l'une des deux principales courses par étapes colombiennes, avec le Tour de Colombie. Il est organisé par la Fédération colombienne de cyclisme. Plusieurs coureurs colombiens de renom s'y sont imposés, tels que Martín Emilio Rodríguez, Fabio Parra, Luis Herrera et Rafael Antonio Niño, qui détient le record de victoires avec cinq succès. Il doit son nom à Radio Cadena Nacional, la plus ancienne et principale chaîne de télévision du pays et sponsor de la course.
Durant les années 1980, plusieurs équipes professionnelles européennes ont pris part au Clásico RCN : Peugeot, Renault, Sem-France Loire, La Vie claire, Zor, Reynolds. Certains de leurs coureurs remportent des étapes, tels que Bernard Hinault, Laurent Fignon, Charly Mottet, Martial Gayant. En 1992, les formations Carrera et Festina participent à la course, et Sean Kelly, Claudio Chiappucci et Thomas Wegmüller y remportent des étapes. Malgré cette présence européenne, ce n'est qu'en 2008 qu'un coureur étranger, l'Espagnol Óscar Sevilla, parvient à s'imposer.
Deux vainqueurs du Clásico RCN ont été déclassés pour dopage : Álvaro Pachón en 1971, déclassé au profit de Rafael Antonio Niño, et Pablo Wilches en 1991, déclassé au profit de Fabio Rodríguez.

## Palmarès
| Année | Vainqueur                | Deuxième                 | Troisième               |
| ----- | ------------------------ | ------------------------ | ----------------------- |
| 1961  | Rubén Darío Gómez        | Martín Emilio Rodríguez  | Hernán Medina Calderón  |
| 1962  | Rubén Darío Gómez        | Roberto Buitrago         | Martín Emilio Rodríguez |
| 1963  | Martín Emilio Rodríguez  | Pablo Hernández          | Alfonso Galvis          |
| 1964  | Gabriel Halaixt          | Héctor Muñoz             | Federico Ortiz Uribe    |
| 1965  | Javier Amado Suárez      | Carlos Montoya           | Federico Ortiz Uribe    |
| 1966  | Javier Amado Suárez      | Alfonso Galvis           | Martín Emilio Rodríguez |
| 1967  | Carlos Montoya           | Martín Emilio Rodríguez  | Marco Larrota           |
| 1968  | Jairo Grijalba           | Hernando Gómez           | Evaristo Fino           |
| 1969  | Álvaro Pachón            | Evaristo Fino            | Martín Emilio Rodríguez |
| 1970  | Óscar González           | Gustavo Rincón           | Álvaro Pachón           |
| 1971  | Rafael Antonio Niño      | Francisco Triana         | Miguel Samacá           |
| 1972  | Albeiro Mejía            | Juan de Dios Morales     | Rafael Antonio Niño     |
| 1973  | Juan de Dios Morales     | Gonzalo Marín            | Olinto Rueda            |
| 1974  | Norberto Cáceres         | Gonzalo Marín            | Abelardo Ríos           |
| 1975  | Rafael Antonio Niño      | Abelardo Ríos            | Carlos Campaña          |
| 1976  | José Patrocinio Jiménez  | Norberto Cáceres         | Efraín Pulido           |
| 1977  | Rafael Antonio Niño      | José Patrocinio Jiménez  | Victor Ladino           |
| 1978  | Rafael Antonio Niño      | Julio Alberto Rubiano    | Plinio Casas            |
| 1979  | Rafael Antonio Niño      | José Patrocinio Jiménez  | Alfonso Flórez          |
| 1980  | Fabio Navarro            | Antonio Londoño          | Jairo Atehortúa         |
| 1981  | Manuel Ignacio Gutiérrez | Fabio Parra              | Julio Alberto Rubiano   |
| 1982  | Luis Herrera             | Fabio Parra              | Samuel Cabrera          |
| 1983  | Luis Herrera             | Manuel Ignacio Gutiérrez | Ramón Tolosa            |
| 1984  | Luis Herrera             | Francisco Rodríguez      | Manuel Cárdenas         |
| 1985  | Francisco Rodríguez      | Luis Herrera             | Israel Corredor         |
| 1986  | Luis Herrera             | Israel Corredor          | William Palacio         |
| 1987  | Fabio Parra              | Pablo Wilches            | Álvaro Mejía            |
| 1988  | Álvaro Mejía             | Alberto Camargo          | Pablo Wilches           |
| 1989  | Álvaro Mejía             | Fabio Parra              | Oliverio Rincón         |
| 1990  | Gustavo Wilches          | Álvaro Mejía             | Pablo Wilches           |
| 1991  | Fabio Rodríguez          | José Jaime González      | Julio César Rangel      |
| 1992  | Alberto Camargo          | Claudio Chiappucci       | Luis Espinosa           |
| 1993  | Luis Alberto González    | Jair Bernal              | Óscar de Jesús Vargas   |
| 1994  | Julio César Aguirre      | Martín Farfán            | Libardo Niño            |
| 1995  | Raúl Montaña             | Henry Cárdenas           | Pedro Rodríguez         |
| 1996  | Israel Ochoa             | Álvaro Lozano            | Jair Bernal             |
| 1997  | Raúl Montaña             | Héctor Iván Palacio      | Juan Diego Ramírez      |
| 1998  | Raúl Montaña             | Argiro Zapata            | Israel Ochoa            |
| 1999  | Jairo Hernández          | Álvaro Sierra            | Juan Diego Ramírez      |
| 2000  | Juan Diego Ramírez       | Élder Herrera            | Julio César Aguirre     |
| 2001  | Juan Diego Ramírez       | José Castelblanco        | Élder Herrera           |
| 2002  | José Castelblanco        | Daniel Rincón            | Freddy González         |
| 2003  | José Castelblanco        | Álvaro Sierra            | Jairo Hernández         |
| 2004  | Hernán Buenahora         | Félix Cárdenas           | Libardo Niño            |
| 2005  | Libardo Niño             | Álvaro Sierra            | Jairo Hernández         |
| 2006  | Javier González          | Libardo Niño             | Javier Zapata           |
| 2007  | Libardo Niño             | Javier González          | Flober Peña             |
| 2008  | Óscar Sevilla            | Mauricio Ortega          | Juan Carlos López       |
| 2009  | Mauricio Ortega          | Francisco Colorado       | Giovanni Báez           |
| 2010  | Félix Cárdenas           | Sergio Henao             | Freddy Montaña          |
| 2011  | Rafael Infantino         | Julián Rodas             | Iván Parra              |
| 2012  | Óscar Sevilla            | Alex Cano                | Rafael Infantino        |
| 2013  | Camilo Gómez             | Óscar Soliz              | Óscar Sevilla           |
| 2014  | Óscar Soliz              | Alex Cano                | Danny Osorio            |
| 2015  | Omar Mendoza             | Carlos Becerra           | Cristhian Montoya       |
| 2016  | Óscar Sevilla            | Óscar Soliz              | Alexander Gil           |
| 2017  | Juan Pablo Suárez        | Óscar Sevilla            | Danny Osorio            |
| 2018  | Alex Cano                | Edward Beltrán           | Didier Chaparro         |
| 2019  | Óscar Sevilla            | Didier Chaparro          | Alexander Gil           |
| 2020  | José Tito Hernández      | Óscar Sevilla            | Didier Merchán          |
| 2021  | Fabio Duarte             | Óscar Sevilla            | Wilson Peña             |
| 2022  | Aldemar Reyes            | Dubán Bobadilla          | Edgar Pinzón            |
| 2023  | Aldemar Reyes            | Rodrigo Contreras        | Yeison Reyes            |
| 2024  | Kevin Castillo           | Robinson López           | Cristian Muñoz          |